# 預言家日報
《預言家日報》（英語：The Daily Prophet）是英國奇幻小說系列《哈利波特》裡的虛構報紙，由預言家報業集團經營。小說中，它是英國巫師世界最大的報章雜誌、閱讀量最高的日報。如同魔法世界裡的照片，《預言家日報》所刊登照片中的人物會像動畫一樣移動。《預言家日報》的總部設於倫敦的虛構地點斜角巷。
《預言家日報》比起事實更加注重銷量。小說中的無良記者麗塔·史譏形容：「《預言家日報》的存在是為了推銷它自己」。

## 概述
英國巫師主要透過這份報紙來獲取魔法世界的資訊，因此不少魔法部員工及霍格華茲的學生也會訂閱《預言家日報》。然而，《預言家日報》缺乏新聞倫理，充滿偏見和誤導。在，《預言家日報》的無良記者麗塔·史譏登場，她為了獲取八卦新聞不惜化身成甲蟲以竊聽對話，發表了數篇誇張的不實報導。
此外，《預言家日報》經常充當魔法部的喉舌。例如魔法部部長康尼留斯·夫子堅決否認佛地魔回歸，曾利用《預言家日報》發起了一場詆毀鄧不利多和哈利的運動，當佛地魔勢力控制魔法部後，更刊登了不少偏頗的新聞。
根據J·K·羅琳的說法，在《哈利波特》系列小說結束後，金妮·衛斯理從聖顱島女頭鳥隊退役，成為了《預言家日報》的資深魁地奇記者。《預言家日報》後來發展出了晚報，名為《預言家晚報》，以及周末版《周日預言家》。

## 改編電影
電影《哈利波特：鳳凰會的密令》的編劇麥可·戈登伯格運用《預言家日報》作為敘事工具。他表示：「媒體就是小說裡的一個角色」，而且報紙的動態照片具有「獨特的電影效果」。

## 文化影響
J·K·羅琳曾經借用《預言家日報》記者麗塔·史譏報導的名義來發表短篇故事；華納兄弟以該報之名發表《哈利波特》網站的新聞和活動頁面。2020年，哈利波特系列電影的平面藝術設計團隊宣布在真實世界販售《預言家日報》，每份售價399英鎊，其外觀仿自第五集電影中的《預言家日報》。

## 外部連結
- 哈利波特中文維基的條目「預言家日報」（页面存档备份，存于）
- Wizarding World的〈預言家日報〉 （页面存档备份，存于） （英文）